# Amandine Bourgeois
Amandine Bourgeois (født 12. juni 1979, Angoulême , Charente) er en fransk sangerinde. Hun var vinderen af den sjette udgave af Nouvelle Star.
Le Parisien offentliggjorde den 22. januar 2013, at Bourgeois skulle repræsentere Frankrig ved Eurovision Song Contest 2013 i Malmö, Sverige, med sangen "L'enfer et moi", som endte på en 23. plads med 14 point.
Hun har indtil videre (2014) udgivet tre albums, hvoraf det første opnåede en guldplade i Frankrig.

## Biografi
Hun er født i Angoulême, hvor hendes far var guitarist og hendes mor var sygeplejerske, Amandine voksede op med sin stedfar, der var bassist. Hun studerede musik i 9 år på Konservatoriet i Nice, hvor hun spillede tværfløjte. Da hun var 16 år dannede hun sit første rockband og gjorde sig sine første erfaringer på en scene.
Hun opgav imidlertid musikstudiet for at forfølge en karriere indenfor hotelbranchen, men efter en tid, fandt hun ikke sit nye liv tilfredsstillende og vendte derfor tilbage til musikken, hvor hun spillede på de små scener mellem Albi, Gaillac og Toulouse, med sin pop-rock gruppe Tess og funk-soulgruppen Zia. Med gruppen Gold var hun opvarmning ved flere koncerter. Herefter fik hun sine første roller som skuespiller i musicalen Le Casting i 2005 og et rockoperaen The Wall i 2006. Hun fortsatte imidlertid med at synge med gruppen Zia.

## Karriere
I 2007 blev hun kontaktet af produktionsselskabet bag Nouvelle Star, der gerne ville se hende til casting i Toulouse.
Efter at have vundet titlen som Nouvelle Star 2008, vandt hun også en pladekontrakt med Sony Music, der skulle producere hendes første album. Herefter optrådte hun ved Fête de la musique, der blev produceret af France 2 og på en sommerturne af koncerter organiseret af Nouvelle Star og NRJ.
Efter sejren i Nouvelle Star udgav hun sit første album 20 m2 i 2009. Albummet blev i Frankrig solgt i 60.000 eksemplarer, hvilket indbragte det en guldplade.
I 2012 udkom hendes andet album Sans amour, mon amour. Albummet blev ikke den samme succes som 20 m2, da det indtil videre kun har solgt 5.000 eksemplarer.
Amandine Bourgeois repræsenterede Frankrig ved Melodigrandprixet i 2013 i Malmö med sangen L'enfer et moi, som endte på en 23. plads med 14 point.
Hendes tredje album Au masculin udkom i maj 2014.

## Diskografi

### Albums
- 2009 : 20 m², solgt i 60.000 eksemplarer i Frankrig.

| Land                 | Bedste placering | Certificering  |
| -------------------- | ---------------- | -------------- |
| Frankrig             | 5                | Guldcertifikat |
| Frankrig (Downloads) | 2                | -              |
| Belgien              | 8                | -              |
| Schweiz              | 22               | -              |

- 2012 : Sans amour mon amour, solgt i 5.000 eksemplarer
- 2014 : Au masculin

### Singler
- 2009 : L'Homme de la situation
- 2009 : Tant de moi
- 2010 : Du temps
- 2011 : Sans amour
- 2012 : Envie d'un manque de problèmes
- 2013 : L'enfer et moi
- 2014 : Ma gueule (sammen med Johnny Hallyday)

### Albums med andre kunstnere
- 2003 : Hélène Rollès, album Tourner la page ; choriste
- 2011 : Libres de chanter pour Paroles de femmes, en CD udgivet i anledning af Kvindernes internationale kampdag for foreningen " Paroles de femmes", hvor hun sang Osez Joséphine af Alain Bashung.
- 2011 : Still Loving You, je t'aime encore, i duet med gruppen Scorpions.
- 2012 : Au bout de mes rêves som hun sang sammen med Emmanuel Moire på albummet Génération Goldman.